# Istočnoalgonkijski jezici
Istočnoalgonkijski jezici (eastern algonquian), grana algonkijskih jezika kojima govori desetak plemena s atlantskog primorja SAD-a i Kanade. 
U istočnoalgonkijske jezike pripadaju: zapadnoabnački (zapadni abnački), istočnoabnački, malecite-passamaquoddy, micmac, mohegan-montauk-narragansett, munsee, nanticoke, powhatan, unami i wampanoag.

## Vanjske poveznice
- Ethnologue (14th)
- Ethnologue (15th)